# Edward D. Swift
Pour les articles homonymes, voir Swift.
Edward D. Swift, né le 24 décembre 1870 – mort le 25 septembre 1935 à Buffalo, État de New-York, est un astronome américain.

## Biographie
Edward Swift a suivi en co-découvrant la comète périodique 54P/de Vico-Swift-NEAT. Il est le fils de l'astronome, Lewis Swift, lui-même découvreur de nombreuses comètes et galaxies, et autres corps célestes.